# 嘉玛尤诺斯
嘉玛尤诺斯（1970年8月4日—），馬來西亞商人，是烤鱼店经营者和汽车买卖业务员，也是巫统青年团大港区部主席和“红衫军”领袖。他曾经举办马来种族主义的红衫军集会反对净选盟集会。

## 事历
| 日期           | 事件 |
| -------------- | --- |
| 2015年9月16日  | 嘉玛发起916红衫軍大集会，游行队伍中有激进份子辱骂“华人猪”。嘉玛回应“华人都吃猪肉，所以说Cina Babi没有问题。” |
| 2015年9月25日  | 他因举办非法集会，而被警方逮捕。 |
| 2015年10月7日  | 他指陆兆福发表侮辱马来人言论，而向警方报警。 |
| 2016年10月9日  | 前全国总警长卡立阿布巴卡根据他的一篇脸书旧贴文“重演513事件”而调查他。 |
| 2016年11月25日 | 他与数百名穆斯林到缅甸大使馆抗议缅甸政府屠杀罗兴亚人。 |
| 2017年2月14日  | 他出动棺材和灵柩车到雪兰莪州政府大厦，抗议州政府滥用抚恤金。 |
| 2017年4月      | 郭素沁起诉嘉玛尤诺斯指她挪用雪兰莪州亲善金公款。 |
| 2017年10月16日 | 他在吉隆坡彭亨路开了一家免费的“一马非政府组织阵线餐厅”（Restoran Gabungan NGO 1 Malaysia）。 该餐厅是由几个非政府组织联盟的支持，并被怀疑非法占地，现已由吉隆坡市政局查封。 |
| 2017年11月     | 在高庭法官南达峇兰亲自的调解下，嘉马收回指控时任公正党妇女组主席朱莱达在安邦坊净选盟造势活动上唆使支持者殴打他的言论，也同意赔偿。 在同一个月中，他因指控“哈里发国”渗透净选盟而遭前净选盟2.0主席玛利亚陈喊告。 |
| 2017年12月8日  | 拿督再益依布拉欣涉嫌发表对雪兰莪苏丹无礼风波而遭嘉玛恫言要挥锤击爆头，嘉玛遭警方扣留2日。 |
| 2018年4月13日  | 他指前首相马哈迪·莫哈末涉嫌1980年柔佛已故苏丹秋杰律枪击案上，诽谤和煽动人民，并向警方报警。 |
| 2018年4月17日  | 他指有人盗用他的名义在脸书造谣及侮辱印裔报警。 |
| 2018年4月26日  | 他举报安邦公正党青年团团长阿当罗斯里拥有不寻常财富，最后阿当罗斯里被判监6月罚款3万。 |
| 2018年5月2日   | 他在适耕庄举办幸运抽奖演唱会，他声明只要大港国阵3名候选人中选，曾登记“生活津贴”的887名渔民可获得2000令吉，并声称该款项来自赞助商，他也在适耕庄为国阵适耕庄候选人李奕渊的竞选活动助阵，派发每人50令吉。 同月5日，嘉玛在适耕庄派钱给贴上大港国席及適耕庄州席候选人宣传贴纸的车主和骑士，每辆汽车只要车前和车门贴上国阵候选人的海报，便可得50令吉，摩哆则是每辆10令吉，派钱的当儿，嘉玛也在现场进行街头演讲。 |
| 2018年5月22日  | 他因胡乱亮枪的照片而遭警方逮捕，由于他生病，所以警方允许他以嫌犯的身份留院治病。 |
| 2018年6月18日  | 虽然他被马来西亚警方通缉，他仍然拥有资格在巫统党选中竞选，之后他成功连任大港巫青团团长。 |
| 2018年6月20日  | 在他潜逃的期间，他的住家被4名巫裔男子闯入并盗走一大袋衣服，三部手机，几副眼镜手袋等值钱物品，4名巫裔男子向其保安人员坦言他们是嘉玛的保镖，因他没支付薪水，才要拿走一些东西做补偿， 之后警方逮捕2名保镖并追查其余同党的下落 。 |
| 2018年8月2日   | 他被关在双溪毛糯监狱中27天后保释出狱后，希望监狱改革，允许扣留犯吸烟，他说扣留犯为了解瘾，吞入打火机和装有烟草的塑料袋带入狱中。 |
| 2018年8月13日  | 随着马哈迪宣布将脱售刘特佐的游艇平静号后，嘉玛说他将召开记者会以发布购买该游艇的详情和原因。 |
| 2018年8月14日  | 嘉玛和巫统最高理事及双溪甘迪斯补选中落败的洛曼阿当批评马哈迪以送安华进监牢的手段，重复用在纳吉身上。 |

## 爭議
嘉瑪尤諾斯总共卷入9宗案，除了之前已在安邦专科医院被控的3宗案，还有6宗在审讯中。

### 非法侵入、拒捕、非法离境
2018年5月27日，嘉瑪在医院被控公共骚扰及非法侵入屋子，在保释过程时逃走并无离境记录下逃离大马，匿藏在印尼吉里汶群岛首府丹戎巴来，一个月后他理发店内理发时，被印尼警方逮捕并遣送回马来西亚。2018年7月31日，他被法庭批准保释在外候审。

### 公共骚乱
2018年7月11日，嘉瑪因在2017年雪兰莪州政府大厦前举办砸酒瓶抗议啤酒节活动，而在刑事法典第268（公共干扰）条文和第290（公共骚扰）下认罪并被罚款400令吉。

## 评价
2015年9月23日，前首相马哈迪·莫哈末的长女玛丽娜·马哈迪在面子书分享《星报》的一则有关嘉玛恫言号召5000人大闹茨厂街的新闻，并贴文揶揄“嘉玛是个惹人爱的乱人”（I love this guy...he's a riot）。
2016年11月19日，马哈迪在净选盟5.0集会上调侃嘉玛是个胆小鬼：“我们不要像嘉玛那样，被打两拳就哭……嘉玛花了一大堆时间在哭，因为他是胆小鬼。”。